# Напів-наречена
Напів-наречена (англ. The Demi-Bride) — американська кінокомедія режисера Роберта З. Леонарда 1927 року. Фільм вважається втраченим.

## Сюжет
Кріквітт — падчерка мадам Жирард, яка шантажує Філіпа, щоб він одружився з нею.

## У ролях
- Норма Ширер — Кріквітт
- Лью Коуді — Філіп Левокс
- Лайонел Бельмор — містер Жирард
- Тенен Холц — Гастон
- Кармел Майерс — мадам Жирард
- Дороті Себастьян — Лола
- Нора Сесіл — шкільна вчителька